# Élysée Montmartre
Élysée Montmartre (fr: L'Élysée Montmartre) – francuski teatr, sala koncertowa oraz klub muzyczny o pojemności 1200 miejsc, mieszczący się przy Boulevard de Rochechouart w historycznej dzielnicy Paryża – Montmartre. Charakterystyczną cechą budynku są ozdobne fasady, znajdujące się nad wejściem. Obiekt funkcjonował w latach 1807–2011, kiedy to został zamknięty z powodu pożaru. Ponowne otwarcie planowane jest na rok 2016.

## Historia
Obiekt został otwarty w roku 1807 i pełnił rolę sali balowej. Zaprojektowany został przez Édouarda-Jeana Niermansa. Élysée Montmartre był inspiracją dla wielu artystów i malarzy, którzy malowali w nim swoje obrazy, między innymi Henri de Toulouse-Lautrec. W roku 1894 usunięto znajdujący się za budynkiem ogród. Wiązało się to z budową teatru Le Trianon. W 1897 Élysée Montmartre został odnowiony przez nowego właściciela. W roku 1900 został otwarty ponownie, po pożarze jaki miał miejsce. Obiekt został wówczas odrestaurowany i charakteryzował się nowoczesnym wystrojem oraz nurtem stylistycznym rokoko. Od roku 1949 odbywały się w Élysée Montmartre także walki bokserskie i zapasy a także pokazy striptiz. Od 1971 do 1975 w teatrze była wystawiania sztuka Oh! Calcutta! w reżyserii Philippe’a Khorsanda. Od roku 1989 funkcję właściciela pełni Garance Productions.
22 marca 2011 o godzinie 8:00 w budynku wybuchł pożar. W jego gaszeniu brało udział 9 ośrodków pomocniczych, 18 pojazdów i 72 strażaków. Wywiercono w ścianach obiektu specjalne otwory, aby ułatwić wydostawanie się gazu z budynku. Pożar udało opanować się koło południa. Według ustaleń, przyczyną pożaru było zwarcie instalacji.
Na przestrzeni lat, w Élysée Montmartre swoje koncerty dawali tacy artyści jak: Patti Smith, U2, Nick Cave, Sonic Youth, Saxon, Suicidal Tendencies, Kreator, Neil Young, Red Hot Chili Peppers, Bruce Dickinson, Ian Gillan, Queensrÿche, Megadeth, Alice in Chains, Morrissey, Sepultura, Nine Inch Nails, Bryan Adams, The Smashing Pumpkins, Lynyrd Skynyrd, Mr. Big, Def Leppard, L7, Pearl Jam, Beastie Boys, Testament, Black Sabbath, Rage Against the Machine, Danzig, Blue Öyster Cult, Biohazard, The Black Crowes, Pantera, Tool, Bad Company, Ramones, Vader, Iron Maiden, Jethro Tull, Anthrax, Voivod, Morbid Angel, Clawfinger, Dream Theater, Brian May, Crowbar, Paradise Lost, Björk, Soundgarden, The Offspring, Johnny Cash, Whitesnake, Type O Negative, Stone Temple Pilots, The Cult, The Prodigy, Skid Row, Faith No More, Mudhoney, Machine Head, Slash’s Snakepit, Green Day, Primus, Rainbow, Killing Joke, Fear Factory, Slayer, Ministry, Sheryl Crow, Bush, Dio, Placebo, In Flames, Bon Jovi, Metallica, Rammstein, Deftones, Limp Bizkit, Joe Satriani, Michael Schenker, Marillion, Robbie Williams, Creed, System of a Down, David Bowie, Chris Cornell, Iggy Pop, Slipknot, Muse, Gary Moore, Incubus, Fishbone, Nightwish, Queens of the Stone Age, Linkin Park, HIM, Judas Priest, The Melvins, Lacuna Coil, Arch Enemy, Morbid Angel, Black Label Society, Chuck Berry, Apocalyptica, Gojira, Sabaton, Down, Opeth, Arctic Monkeys, Behemoth, Trivium, Serj Tankian.